# Jarratt (Virgínia)
Jarratt é uma cidade  localizada no estado norte-americano de Virginia, no Condado de Greensville e Condado de Sussex.

## Demografia
Segundo o censo norte-americano de 2000, a sua população era de 589 habitantes.
Em 2006, foi estimada uma população de 557, um decréscimo de 32 (-5.4%).

## Geografia
De acordo com o United States Census Bureau tem uma área de
3,3 km², dos quais 3,3 km² cobertos por terra e 0,0 km² cobertos por água. Jarratt localiza-se a aproximadamente 44 m acima do nível do mar.

## Localidades na vizinhança
O diagrama seguinte representa as localidades num raio de 36 km ao redor de Jarratt.